# Franz Klammer
Franz Klammer (Mooswald, 3. prosinca 1953.) je bivši austrijski alpski skijaš, olimpijski prvak iz Innsbrucka. Debitirao je u Svjetskom kupu u prosincu 1972. a završio karijeru u ožujku 1985.  1975., 1976. i 1983. proglašavan je za Austrijskog sportaša godine.

## Pobjede u Svjetskom skijaškom kupu
Franz ima ukupno 26 pojedinačnih pobjeda u Svjetskom kupu: 25 u spustu i jednu u kombinaciji.
| Datum              | Mjesto                 | Država      | Disciplina  |
| ------------------ | ---------------------- | ----------- | ----------- |
| 22. prosinca 1973. | Schladming             | Austrija    | spust       |
| 8. prosinca 1974.  | Val-d’Isère            | Francuska   | spust       |
| 15. prosinca 1974. | St. Moritz             | Švicarska   | spust       |
| 5. siječnja 1975.  | Garmisch-Partenkirchen | Njemačka    | spust       |
| 11. siječnja 1975. | Wengen                 | Švicarska   | spust       |
| 18. siječnja 1975. | Kitzbühel              | Austrija    | spust       |
| 26. siječnja 1975. | Innsbruck              | Austrija    | spust       |
| 9. ožujka 1975.    | Jackson Hole           | SAD         | spust       |
| 21. ožujka 1975.   | Gröden                 | Italija     | spust       |
| 12. prosinca 1975. | Madonna di Campiglio   | Italija     | spust       |
| 10. siječnja 1976. | Wengen                 | Švicarska   | spust       |
| 11. siječnja 1976. | Wengen                 | Švicarska   | kombinacija |
| 17. siječnja 1976. | Morzine                | Francuska   | spust       |
| 25. siječnja 1976. | Kitzbühel              | Austrija    | spust       |
| 12. ožujka 1976.   | Aspen                  | SAD         | spust       |
| 17. prosinca 1976. | Gröden                 | Italija     | spust       |
| 18. prosinca 1976. | Gröden                 | Italija     | spust       |
| 8. siječnja 1977.  | Garmisch-Partenkirchen | SR Njemačka | spust       |
| 15. siječnja 1977. | Kitzbühel              | Austrija    | spust       |
| 22. siječnja 1977. | Wengen                 | Švicarska   | spust       |
| 18. veljače 1977.  | Laax                   | Švicarska   | spust       |
| 11. prosinca 1977. | Val-d’Isère            | Francuska   | spust       |
| 11. ožujka 1978.   | Laax                   | Švicarska   | spust       |
| 6. prosinca 1981.  | Val-d’Isère            | Francuska   | spust       |
| 20. prosinca 1982. | Gröden                 | Italija     | spust       |
| 21. siječnja 1984. | Kitzbühel              | Austrija    | spust       |

## Vanjske poveznice
- Franz Klammer ulaz na web stranicu austrijskog Olimpijskog muzeja
- Fondacija Franza Klammera  Arhivirana inačica izvorne stranice od 12. ožujka 2012. (Wayback Machine)